# Носуха звичайна
Носуха білоноса, носуха звичайна (Nasua narica) — вид роду носуха родини ракунових, хижа тварина середніх розмірів, що мешкає в Центральній Америці.

## Середовище проживання
Країни проживання: Беліз, Колумбія, Коста-Рика, Сальвадор, Гватемала, Гондурас, Мексика, Нікарагуа, Панама, США.
Населяє рідколісся і відкриті ліси, нечасто трапляється в степах або пустелях.

## Морфологія
Морфометрія. довжина голови і тіла: 430—660 мм, довжина хвоста: 420—680 мм, довжина задньої ступні: 93-146 мм, довжина вуха: 34-42 мм, вага: від 3,0 до 5,9 кг.
Опис. Голова подовжена. Писок довгий і рухливий. Ніс злегка звернений угору і може мати тонку лінію білого волосся. Вуха короткі, округлі і покриті волоссям. Шерсть коротка і щільна, на спині від червонувато-коричневого до чорного, часто із жовтими плямами. Голова сірувато-коричнева. Груди і горло білуваті. Плечі, як правило, сірого кольору. Черевна ділянка від коричневого до жовтувато-кремового. Вуха темно-коричневого кольору зі світлішими краями. Хвіст довгий, сягає 75 % від довжини голови і тіла. Він густо запушений, з темно-коричневим кінчиком. На хвості малопомітні світлом кільця. Лапи темно-коричневого кольору, передні часто контрастують із сірими плечима. Кігті дуже довгі і жорсткі на передніх лапах і короткі, вигнуті і сильні на задніх. Зубна формула: I 3/3, C 1/1, P 4/4, M 2/2 = 40 зубів.

## Спосіб життя
Активніші вдень ніж уночі. Соціальна структура: дорослі самці, як правило, поодинокі, самиці з їхнім потомством у групах до 30 осіб. Часто підіймаються на дерева за плодами, хоча частіше їх бачать на землі. Вид всеїдний, раціон складається переважно з фруктів і безхребетних.

## Галерея

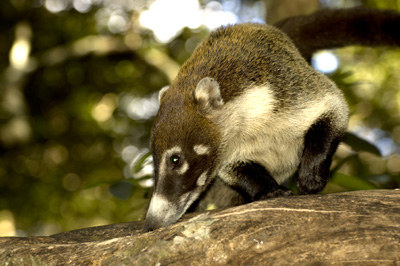
У Національному парку, Коста-Рика
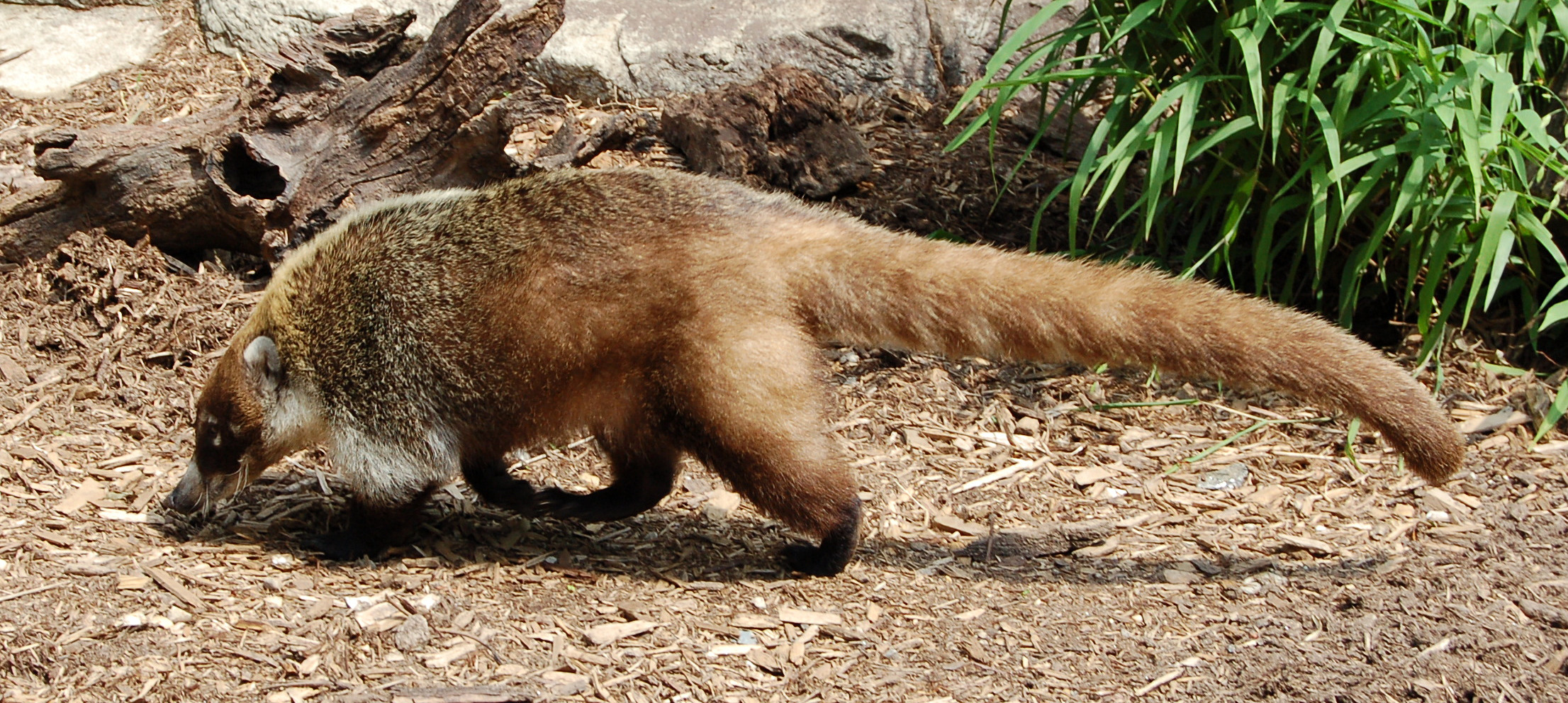
У Філадельфійському зоопарку
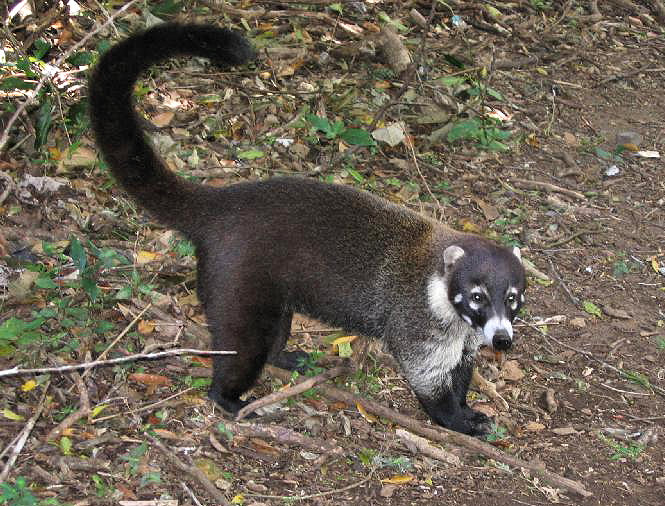
У Коста-Риці
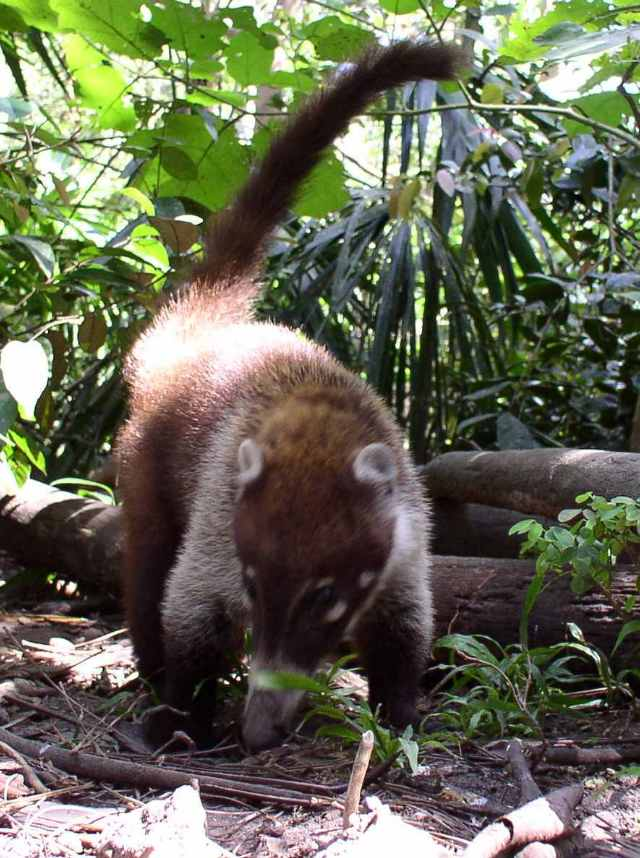
Носуха білоноса
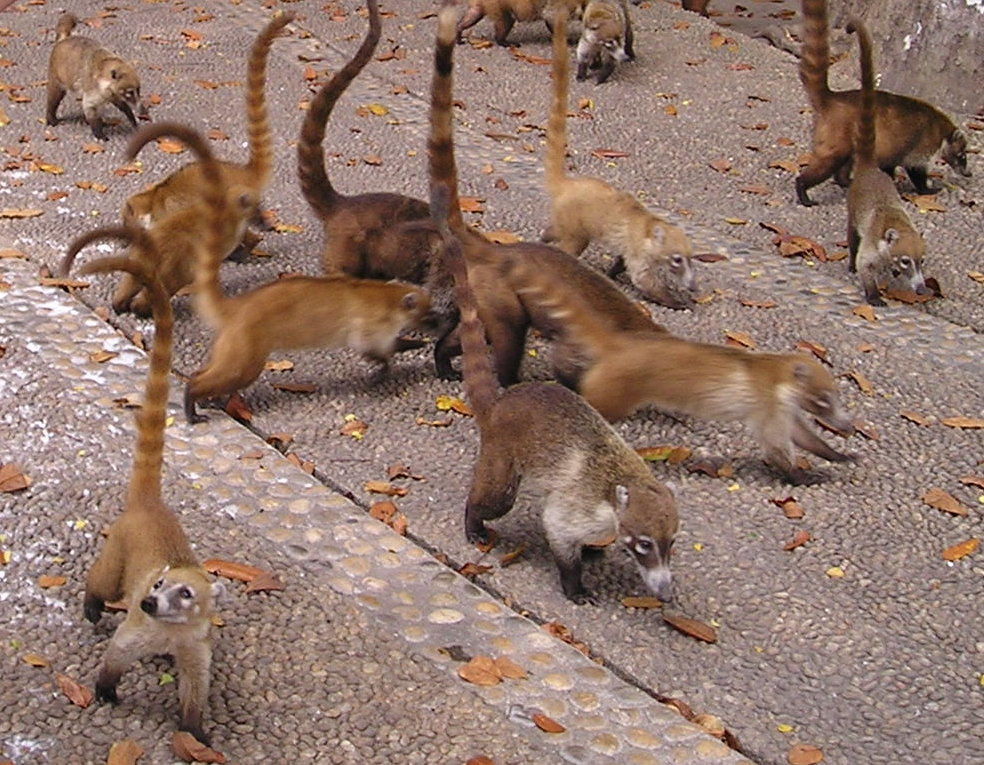
У Мексиці
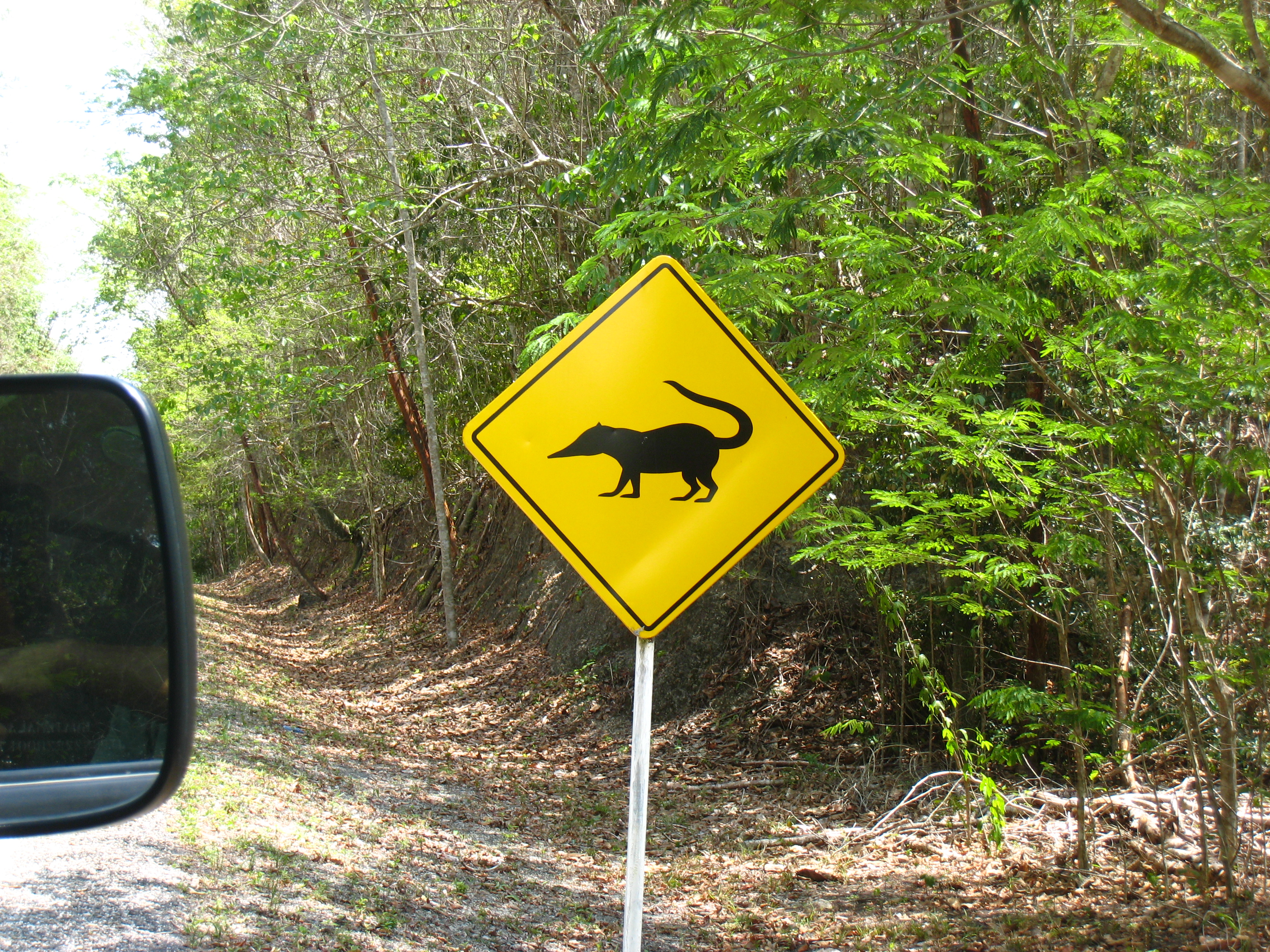
Попереджувальний знак у Гватемалі